# Мадуро, Хедвигес
Хедвигес Мартинес Мадуро (нидерл. Hedwiges Martínez Maduro; род. 13 февраля 1985, Алмере, Флеволанд) — нидерландский футболист, защитник и полузащитник. В составе сборной Нидерландов сыграл 18 матчей.

## Карьера
Отец Мадуро родом с Арубы, а мать — с Кюрасао, островов в Карибском море.
Воспитанник футбольной школы амстердамского «Аякса», дебютировал во взрослой команде 26 февраля 2005 года в поединке с «Родой».
Мадуро получил вызов в сборную страны, сыграв всего три матча в национальном чемпионате. Он дебютировал в сборной 26 марта 2005 года в матче со сборной Румынии. В составе национальной команды он принял участие в чемпионате мира 2006 года в Германии.
18 января 2008 года стал футболистом «Валенсии».
Участвовал в Олимпийских играх 2008 года в Пекине, провёл все 4 матча своей команды.
26 августа 2015 года перешёл в «Гронинген», подписав с клубом двухлетний контракт.

## Статистика

### Матчи Мадуро за сборную Нидерландов
| Матчи Мадуро за сборную Нидерландов | Матчи Мадуро за сборную Нидерландов | Матчи Мадуро за сборную Нидерландов | Матчи Мадуро за сборную Нидерландов | Матчи Мадуро за сборную Нидерландов | Матчи Мадуро за сборную Нидерландов |
| ----------------------------------- | ----------------------------------- | ----------------------------------- | ----------------------------------- | ----------------------------------- | ----------------------------------- |
| №                                   | Дата                                | Соперник                            | Счёт                                | Голы Мадуро                         | Соревнование                        |
| 1                                   | 26 марта 2005                       | Румыния                             | 2:0                                 | —                                   | Чемпионат мира 2006 (отбор)         |
| 2                                   | 4 июня 2005                         | Румыния                             | 2:0                                 | —                                   | Чемпионат мира 2006 (отбор)         |
| 3                                   | 8 июня 2005                         | Финляндия                           | 4:0                                 | —                                   | Чемпионат мира 2006 (отбор)         |
| 4                                   | 17 августа 2005                     | Германия                            | 2:2                                 | —                                   | Товарищеский матч                   |
| 5                                   | 3 сентября 2005                     | Армения                             | 1:0                                 | —                                   | Чемпионат мира 2006 (отбор)         |
| 6                                   | 7 сентября 2005                     | Андорра                             | 4:0                                 | —                                   | Чемпионат мира 2006 (отбор)         |
| 7                                   | 8 октября 2005                      | Чехия                               | 2:0                                 | —                                   | Чемпионат мира 2006 (отбор)         |
| 8                                   | 12 октября 2005                     | Македония                           | 0:0                                 | —                                   | Чемпионат мира 2006 (отбор)         |
| 9                                   | 1 марта 2006                        | Эквадор                             | 1:0                                 | —                                   | Товарищеский матч                   |
| 10                                  | 1 июня 2006                         | Мексика                             | 2:1                                 | —                                   | Товарищеский матч                   |
| 11                                  | 4 июня 2006                         | Австралия                           | 1:1                                 | —                                   | Товарищеский матч                   |
| 12                                  | 21 июня 2006                        | Аргентина                           | 0:0                                 | —                                   | Чемпионат мира 2006                 |
| 13                                  | 11 августа 2010                     | Украина                             | 1:1                                 | —                                   | Товарищеский матч                   |
| 14                                  | 3 сентября 2010                     | Сан-Марино                          | 5:0                                 | —                                   | Чемпионат Европы 2012 (отбор)       |
| 15                                  | 17 ноября 2010                      | Турция                              | 1:0                                 | —                                   | Товарищеский матч                   |
| 16                                  | 4 июня 2011                         | Бразилия                            | 0:0                                 | —                                   | Товарищеский матч                   |
| 17                                  | 8 июня 2011                         | Уругвай                             | 1:1                                 | —                                   | Кубок Конфратернидад 2011           |
| 18                                  | 2 сентября 2011                     | Сан-Марино                          | 11:0                                | —                                   | Чемпионат Европы 2012 (отбор)       |

Итого: 18 матчей / 0 голов; 11 побед, 7 ничьих, 0 поражений.

## Достижения
«Аякс»
- Обладатель Кубка Нидерландов (2): 2005/06, 2006/07

«Валенсия»
- Обладатель Кубка Испании: 2007/08
- 3-е место в чемпионате Испании: 2009/10